# Deporte en Vivo
Deporte en Vivo era un programa de televisión chileno emitido por Universidad de Chile Televisión desde 1984 a 1993, dedicado a otorgar cobertura a eventos deportivos de carácter nacional. Además fue el ganador del premio del Consejo Nacional de Televisión al "Mejor Programa Deportivo" en los años 1988, 1989 y 1990.

## Historia
Hasta febrero de 1984, Canal 11 Universidad de Chile Televisión (actual Chilevisión) transmitía los días domingo, eventos deportivos, pero en forma esporádica. El resto de los domingos, cuando no había eventos deportivos que transmitir, su parrilla programática estaba compuesta por documentales, películas y series. Es por eso que el periodista Edgardo Marín y el destacado director Vicente Sabatini (que más tarde se iría a Televisión Nacional de Chile a dirigir telenovelas), se les ocurrió que los días domingo en Canal 11, serían exclusivos para los deportes y su objetivo era transmitir los eventos completamente en vivo y en directo, vía microondas, como solían llamar ellos, debutando el domingo 13 de mayo de 1984 a las 15:00 horas, cuando transmitieron una fecha del Campeonato Metropolitano de Bicicross. Y es en 1985 cuando Deporte en Vivo se da a conocer más ampliamente como programa y mostrando en pantalla, deportes que no acostumbraban a tener cobertura televisiva.

## Deportes transmitidos
Como se dijo anteriormente, Deporte en Vivo tenía la particularidad que en su parrilla dominical, los campeonatos de fútbol internacional como la Bundesliga (septiembre 1987-mayo 1990) y la Primera División de Argentina (octubre 1988-mayo 1990, septiembre 1992-septiembre 1993) no eran transmitidos los domingos pero sí los días martes y jueves (aunque Canal 11 también transmitió la Copa Mundial de la FIFA México '86). Los deportes a los cuales daba cobertura eran el automovilismo, básquetbol, motociclismo, tenis, hockey, vóleibol, polo, remo, rugby, motonáutica, bicicrós, gimnasia, equitación, squash, rodeo, triatlón, entre otros.
Deporte en Vivo fue pionero en transmitir eventos deportivos que por primera vez llegaban a Chile, como el Jeep Fun Race (competencias de vehículos 4x4 en circuitos dificultosos) el Supercross, el Mountain Bike, la Gimnasia Aeróbica, la Escalada Libre, el Motogol (partidos de fútbol en donde los jugadores iban montados en motos, mezcla de fútbol y polo), el gym jazz, el paddle tenis, el básquetbol de la NBA, las carreras de lanchas Fórmula Tres-Mariner, etc.

## Estructura
La estructura que mantuvo Deporte en Vivo durante los domingos de los primeros 7 años en pantalla era el siguiente:
Mañana: se transmitían eventos de carácter internacional en directo vía satélite (como la Fórmula 1 o el Campeonato Mundial de Motociclismo).
Tarde: al comenzar, se transmitía algún evento en directo que duraba dos horas y treinta minutos aproximadamente. Cuando el evento finalizaba, daban paso a los Momentos Deportivos Internacionales, que era un resumen de 30 minutos del acontecer deportivo mundial, para dar paso al siguiente evento que siempre acontecía los días sábado y al día siguiente, en el último bloque de Deporte en Vivo, salía al aire.
Cuando el equipo del programa acudía a transmitir algún evento a regiones, se solicitaba en algunas ocasiones ayuda a los canales locales, los canales que prestaron ayuda a Deporte en Vivo fueron Canal 8 UCV Televisión de La Serena y las estaciones locales de la red Telenorte como los mejores casos, además se procuraban que ambos se hicieran en lugares que la distancia no fuera extensa. Por ejemplo, si cubrían un evento el día sábado en la ciudad de Concepción, el día domingo transmitían en directo otro evento desde la ciudad de Temuco, para luego dar paso al evento del día sábado que era transmitido en diferido.

## Canal del Deporte/RTU Canal del Deporte/RTU Deportes (noviembre 1990-septiembre 1993)
El 18 de noviembre de 1990, Canal 11 extendió Deporte en Vivo durante todo el día domingo desde las 9 de la mañana hasta la medianoche, a partir de ahí se empezó a llamarse Canal del Deporte, bajo la dirección del destacado periodista Edgardo Marín. Cuando en marzo de 1991 Universidad de Chile Televisión cambió su nombre a RTU Red de Televisión Universidad de Chile, las transmisiones deportivas se extendieron durante todo el día domingo desde las 10 de la mañana, llamándose RTU Canal del Deporte en donde los eventos estaban divididos en bloques como Los Magos del Baloncesto (cuando transmitían el básquetbol de la NBA), La Hora Azul (donde transmitían eventos como vóleibol, gimnasia aeróbica, karting, futsal, etc. y tenía como particularidad tener todos los eventos casi los mismos auspiciadores como Denim, Desodorante Rexona, Dimensión Anticaspa, Pepsi, Pepsodent, Morango, entre otros), Acción en Directo (donde se transmitía en directo las competencias de la Fórmula Tres Chilena y el Campeonato Nacional de Motocross), Estadio Abierto (dando cobertura a deportes en especial norteamericanos), Último Round (donde emitían peleas históricas del boxeo internacional), Ruedas (donde daban cobertura a la serie norteamericana NASCAR) y Hoyo 19 (en que daban cobertura al golf).
Bandas Sonoras (1991-1992)
Estas eran las bandas sonoras usadas en las presentaciones de los distintos deportes transmitidos en el programa entre marzo de 1991 y marzo de 1992:
| Deporte                                                                      | Evento                                                 | Bloque                                                                   | Artista-Tema Musical                                                     |                                                                          |
| ---------------------------------------------------------------------------- | ------------------------------------------------------ | ------------------------------------------------------------------------ | ------------------------------------------------------------------------ | ------------------------------------------------------------------------ |
| Inicio y término de eventos, enlace a comerciales, entrevistas y comentarios | William Goldstein - Axel F (from Beverly Hills Cop II) | William Goldstein - Axel F (from Beverly Hills Cop II)                   | William Goldstein - Axel F (from Beverly Hills Cop II)                   |                                                                          |
| Automovilismo                                                                | Fórmula Tres Denim                                     | Acción en Directo                                                        | The New Synthesizer Experience - Space Patrol Raumpatrouille             |                                                                          |
| Automovilismo                                                                | Jeep Fun Race                                          | Roxette - Soul Deep / Duran Duran - The Wild Boys (Enlace a comerciales) | Roxette - Soul Deep / Duran Duran - The Wild Boys (Enlace a comerciales) | Roxette - Soul Deep / Duran Duran - The Wild Boys (Enlace a comerciales) |
| Motocross                                                                    | Lucky Strike Supercross Veraniego                      | Huey Lewis and the News - The Power of Love                              | Huey Lewis and the News - The Power of Love                              | Huey Lewis and the News - The Power of Love                              |
| Automovilismo                                                                | Campeonato Mundial de Fórmula 1                        | David Foster - Winter Games/T-Square - Truth - 05 - Truth                | David Foster - Winter Games/T-Square - Truth - 05 - Truth                | David Foster - Winter Games/T-Square - Truth - 05 - Truth                |
| Maratón                                                                      | Maratón Internacional                                  | Graham de Wilde - Network                                                | Graham de Wilde - Network                                                | Graham de Wilde - Network                                                |
| Tenis                                                                        |                                                        | Black Box - Strike It Up                                                 | Black Box - Strike It Up                                                 | Black Box - Strike It Up                                                 |
| Equitación                                                                   |                                                        | Minoru Mukaiya - Asia                                                    | Minoru Mukaiya - Asia                                                    | Minoru Mukaiya - Asia                                                    |
| Golf                                                                         | Oldsmobile Classic                                     | The New Synthesizer Experience - When The Going Gets Tough               | The New Synthesizer Experience - When The Going Gets Tough               | The New Synthesizer Experience - When The Going Gets Tough               |

En abril de 1992, regresa a su horario normal con el nombre de RTU Deportes, pero continuando con las transmisiones en directo de los eventos, las que también continuaron en 1993, incluso antes de que el canal fuera vendido al grupo Cisneros, dueños de la cadena venezolana Venevisión.

## Últimos meses (1993) y programas posteriores (desde 1994)
En julio de 1993, cuando RTU es vendido en comodato al Grupo Cisneros, dueños de la cadena venezolana Venevisión, las transmisiones de los eventos continuaron, incluso cuando el canal fue renombrado como Chilevisión. La última emisión del "Canal del Deporte" fue el 28 de septiembre de 1993, razón por la cual, el canal resolvió retirar definitivamente las transmisiones deportivas en directo de las pantallas, las que fueron reemplazadas en sus horarios por películas y series extranjeras (sobre todo, norteamericanas). Para no perder la costumbre de tener programas deportivos los días domingo (más allá de algunos eventos deportivos con los que Chilevisión aún contaba con los derechos de transmisión vigentes, como por ejemplo, la NBA, la Fórmula 1 y el Campeonato del Mundo de Motociclismo, solamente por mencionarlos), en 1994 se emitió un programa, que era solo un resumen de una hora de algún evento en cuestión, llamado Deporte y Mucho Más..., que acabó a comienzos de 1995 para usar como fuerte, los días domingo, la emisión de películas y series (a la vez que Chilevisión pierde los derechos para transmitir ese mismo año la Fórmula 1 y el Campeonato Mundial de Motociclismo, ambos eventos adquiridos en ese entonces por la estatal TVN, aunque este último canal emitió las siguientes cuatro temporadas de la primera; aparte de que perdió los derechos para transmitir la NBA, cuya temporada correspondiente al ciclo 1994-1995 fue transmitida por La Red, y que en las siguientes dos temporadas, el canal estatal se encargó de emitir las correspondientes a los ciclos 1995-1996 y 1996-1997).[cita requerida] Después, en agosto de 1999, el canal vuelve a tener un programa deportivo propio emitido cada domingo, el cual fue llamado Al 100%, conducido por el exfutbolista Rodrigo Goldberg (1999) y por los periodistas Francisco Sagredo (2000-2001) y Pablo Vargas Zec (2002-2004), que tenía casi las mismas características que Deporte y Mucho Más y Momentos Deportivos Internacionales, pero resumiendo el acontecer deportivo nacional e internacional, que acabó en abril de 2004.
Últimamente, y en simultáneo, Chilevisión Deportes (marca que apareció en 1993) solo se dedica a la transmisión de eventos internacionales, tales como los Juegos Olímpicos (como los de Atlanta 1996 y París 2024), la Indy Racing League (entre 1997 y 1998, en la que se destacó Eliseo Salazar), la Fórmula 1 (entre 2004 y 2012, además de 1994 -que iba en directo- y 2001), la Liga de Campeones de la UEFA (entre 2005 y 2012), las peleas de boxeo (entre 2015 y 2017), la Eurocopa 2012, los eventos FIFA (como por ejemplo, las Copas Mundiales de la FIFA Francia '98, Catar 2022 y Norteamérica 2026, así como la Copa Mundial Femenina de la FIFA Francia 2019) y los Juegos Panamericanos (como los de Lima 2019 y Santiago 2023), solo por mencionar algunos, dando poca o casi nula cobertura a eventos deportivos nacionales, como el Campeonato Nacional de Rodeo (entre 2007 y 2009), la Copa Gato, los partidos de la selección de fútbol de Chile (en 1994 -en solo cinco de ocho partidos disputados ese año-, entre 2011 y 2014, y entre 2018 y 2026, esto último, junto con los de su par femenino), el Campeonato Nacional de Fútbol de la Primera División (entre 2020 y 2021), la Maratón Internacional de Santiago (edición 2024), el Ironman 70.3 de Pucón (edición 2025) o de cualquier evento deportivo. Además, cuenta con una señal televisiva en propiedad, llamada CHV Deportes (que solamente está disponible en Pluto TV).[cita requerida]

## Equipo
Integrantes de Deporte en Vivo, RTU Canal del Deporte y RTU Deportes, en distintas etapas, dependiendo de la labor que les tocaba en el programa:

### Presentadores
- Edgardo Marín (1984, 1990-1991)
- Milton Millas (1984-1985)
- Juan Francisco Ortún Quijada (1985-1993)
- Sergio Brotfeld (1986-1989)
- Eduardo Riveros Behnke (1987-1990)
- Héctor "Tito" Awad (1987-1990, 1992-1993)
- Rodolfo Baier (1989-1993)
- Aldo Gabriel Soto Martínez (1990-1993)
- Francisco Aylwin Oyarzún (1990-1991)
- Karin Yanine (1990-1991)
- José Luis Villalobos (1992-1993)
- Eugenio Cornejo Correa (1993)

### Periodistas
- Gastón de Villegas Contreras (1984-1987, 1990-1991)
- Francisco Javier Herreros Mardones (1984-1985)
- Miroslav Mimica Majluf (1984-1990, 1992-1993)
- Jorge Varela Fredes (1984-1986)
- Juan Esteban Lastra Benavides (1985-1993)
- Alejandro Machuca Carvajal (1986-1989)
- Antonio Quinteros Peñaloza (1986-1988)
- Jaime Villa Farías (1987-1991)
- Cristóbal Valenzuela Maulme (1988-1991)
- Pilar García (1990-1991)
- Paulina Acevedo (1991)
- Darío Cuesta Cristóbal (1991-1993)
- Paula Afani Saud (1991-1993)
- Víctor Hugo Aravena (1991-1993)
- Daniel Salvador (1993)
- Enrique Monsalves (1993)

### Dirección General
- Vicente Sabatini (1984)
- Juan Pablo O'Ryan Guerrero (1984-1986)
- Patricio Stark Aravena (1987-1990)
- Fernando Lira Kappes (1987-1993)

### Comentaristas
- Automovilismo (Fórmula Tres, Turismo Carretera, Citrocross, etc.): 
  - Gilberto Villarroel Herrera (1984)
  - Sergio Santander Fantini (1985)
  - Leonel Silva (1984-1990, 1992-1993)
  - Nicolás Vergara Varas (1986)
  - Iván González Valle (1987-1992, Fórmula 1; 1988; 1993, Fórmula 3)
  - Cristián del Fierro (1991)
  - Kurt Horta (1991, Supercross; 1992, Fórmula 3)
  - Cristián Haleby (1993)
- Jeep Fun Race:
  - Rodrigo Yrarrázaval (1985-1986, 1988)
  - Wayne Brooks (1989)
  - Pietro Giacchero (1990-1991)
  - Arturo Diez (1991)
- Básquetbol (NBA):
  - Juan Aguad Kunkar (1987-1993)
- Motonáutica (Watershow, Fórmula Cuatro, Free Water Race, Fórmula Tres Mariner)
  - Franco Besomi (1985-1989)
- Motociclismo (motocross, velocidad, trial, etc.)
  - Felipe Horta (1987-1989)
  - Julio Schürmann (1990-1991)
- Vóleibol:
  - Miguel Holz (1984-1988)
  - Hernán Duarte
  - Fernanda Prado
- Triatlón:
  - Rafael Quiroga (1989-1993)
- Gimnasia Aeróbica:
  - Alicia Francke (1987-1990)
- Natación:
  - Eduardo Goggio
- Rugby:
  - Raúl de la Fuente
- Tenis:
  - Sebastián Guajardo (1989-1991)
- Golf:
  - Mauricio Galeno
  - Sebastián Aninat
  - Eduardo Silva
  - Desirée Soulodre
  - Carlos Amenábar
- Equitación:
  - Julio Zegers
- Atletismo
  - Alberto Labra

## Hechos transmitidos
El programa transmitió varios hechos que terminaron con consecuencias fatales, todos estos tenían que ver con el automovilismo, uno de sus eventos fuertes en el programa. En total fueron cuatro y son los siguientes:
- 11 de febrero de 1990: Se disputaba la segunda fecha del Campeonato Nacional de Fórmula Tres en el circuito de la Base Aeronaval de El Belloto, ubicado en la ciudad de Quilpué, donde dos pilotos colisionaron al final de una larga recta y uno de ellos pierde el control de su móvil, impactando a 6 espectadores que se encontraban en un sector no habilitado. El desenlace terminó con una persona fallecida y 5 heridos de carácter grave.
- 10 de noviembre de 1990: Se realizaba la quinta fecha del Jeep Fun Race en el circuito Estadio La Pirámide, donde se disputaba la primera manga de la serie 6-8 Cilindros, cuando al juez de pista, ubicado en el costado de un salto que era usado como el sector de la meta, sufre el impacto en la altura del pecho de uno de los vehículos en competencia, sufriendo heridas tanto el juez de pista como el piloto. El primero de ellos, sacando las peores consecuencias, falleció horas después en una clínica capitalina.
- 25 de noviembre de 1990: En el actualmente desaparecido autódromo de Roca Roja, en Antofagasta, se disputaba la última fecha del Campeonato Nacional de Fórmula Tres, donde se realizaba la última carrera en el programa correspondiente a la serie Trofeo Nissan Sunny. El piloto Carlos Polanco, al intentar rebasar a un rival en una leve pero veloz curva, se topa con este y comienza una loca carrera fuera del circuito, que termina con el auto de Polanco volcándose en 6 oportunidades y en el cuarto tumbo, el piloto sale despedido de su auto, azotándose la cabeza en el asfalto de otro sector del circuito y, sufriendo heridas que lo mantuvieron en coma por 4 horas, falleció en una clínica de la nortina ciudad.
- 18 de abril de 1993: Se disputaba en el autódromo de Las Vizcachas la segunda fecha del Campeonato Nacional de Fórmula Tres, en la carrera final de la serie Fórmula Citroën AX, uno de los pilotos sufre un topón en un costado de su automóvil, volcándose e impactando a un banderillero, que se encontraba en otro sector del circuito, falleciendo horas después en una clínica, producto de sus graves heridas.